# Linces Tecnológico de Celaya
Linces Tecnológico de Celaya bzw. Linces del ITC ist die Bezeichnung für Mannschaften des Instituto Tecnológico de Celaya (kurz ITC) in der mexikanischen Stadt Celaya im Bundesstaat Guanajuato. Die Bezeichnung Linces de Celaya (dt. Luchse von Celaya) ist vom  Maskottchen der Universität abgeleitet.

## Fußball
In den 1970er Jahren war die Fußballmannschaft unter der Bezeichnung Tecnológico de Celaya für mehrere Spielzeiten in der Segunda División vertreten, danach in der Tercera División. Nach dem Gewinn dieser Liga in der Saison 1990/91 kehrte die Mannschaft für die beiden folgenden Spielzeiten 1991/92 und 1992/93 noch einmal in die zweite Liga zurück, wo zur selben Zeit auch der Ortsrivale  Real Celaya vertreten war. 

## Andere Mannschaften
Auch andere Mannschaften vertraten die Technologische Universität von Celaya bereits erfolgreich unter dieser Bezeichnung. So unterhält das ITC Frauenmannschaften in den Sportarten Fußball und Basketball und die Volleyballmannschaft der Frauen gewann im Mai 2011 einen Titel. Ferner unterhält die ITC eine Männermannschaft im American Football.